# شو گفتگو
شوی گفتگو یا برنامه گفتگو محور (انگلیسی: Talk show؛ یا chat show در انگلیسی بریتانیایی) به برنامهٔ رادیویی یا تلویزیونی گفته می‌شود که در آن یک یا چند مجری و یک یا چند مهمان پیرامون موضوع خاصی به گپ‌وگفت می‌پردازند. معمولاً مهمانان دعوت‌شده دارای تجربه‌هایی در برخورد با موضوع مورد بحث هستند و نظرات غیرتخصصی و شخصی خود را بیان می‌کنند.
«شوی اپرا»، «سمت نو» در شبکه من و تو، «به عبارت دیگر» در بخش فارسی بی‌بی‌سی، جیوگی در شبکه دو سیما، و همرفیق در شبکهٔ نمایش خانگی ,,نمونه‌هایی از تاک شو هستند.
در ژاپن، «اتاق تتسوکو» (徹子の部屋 Tetsuko no Heya) یک برنامه گفتگو محور به میزبانی تتسوکو کورویاناگی است که از ۲ فوریه ۱۹۷۶ هر دوشنبه تا جمعه از ساعت ۱۳ تا ۱۳:۳۰ (به وقت محلی) از شبکه تی‌وی آساهی پخش می‌شود. این برنامه یک برنامه دیرینه است و تا سال ۲۰۲۲ به مدت ۴۷ سال و بیش از ۱۱٬۰۰۰ بار پخش شده و بارها برنده رکوردهای جهانی گینس شده‌است.